# Kurt Nicoll
Kurt Nicoll (15 november, 1964) is een Brits voormalig motorcrosser.

## Carrière
Nicoll was een van de toprijders in het Wereldkampioenschap motorcross eind jaren tachtig en begin jaren 90. Hij werd vier keer vice-wereldkampioen in de 500cc-klasse. Hij won in zijn carrière dertien Grands Prix en werd zeven keer Brits Kampioen. Nicoll was lid van de Britse ploeg die in 1994 de Motorcross der Naties won, de eerste keer voor Groot-Brittannië sinds 1967. Hierbij verbraken ze de zegetocht van de Verenigde Staten die sinds 1981 alle edities wisten te winnen. Gedurende zijn carrière reed Nicoll vooral voor Kawasaki, Honda en KTM.
In 2004 en 2009 won Nicoll het AMA Supermoto Unlimited Championship. Hij won ook het AMA National Vet Championship Endurocross in 2011 en 2012. Hij was racedirecteur voor KTM van 1998 tot 2009. Momenteel is Nicoll manager van Travis Pastrana's Nitro Circus in Noord-Amerika.

## Palmares
- 1994: Winnaar Motorcross der Naties